# Heliconius compacta
Heliconius compacta är en fjärilsart som beskrevs av James John Joicey och William James Kaye 1918. Heliconius compacta ingår i släktet Heliconius och familjen praktfjärilar. Inga underarter finns listade i Catalogue of Life.